# Geschiedenis van Liverpool FC
Dit artikel beschrijft de geschiedenis van Liverpool Football Club, een geregeld succesvolle club in het Engelse voetbal.

## Vroege geschiedenis
Liverpool Football Club werd voor het eerst opgericht in 1857. Dit was echter een van de oudste rugbyclubs in de wereld, die later fuseerde met een ander team en Liverpool St. Helens F.C. werd. Deze club heeft niks te maken met de tegenwoordige voetbalclub Liverpool, maar toch worden ze in de geschiedenis weleens door elkaar gehaald.

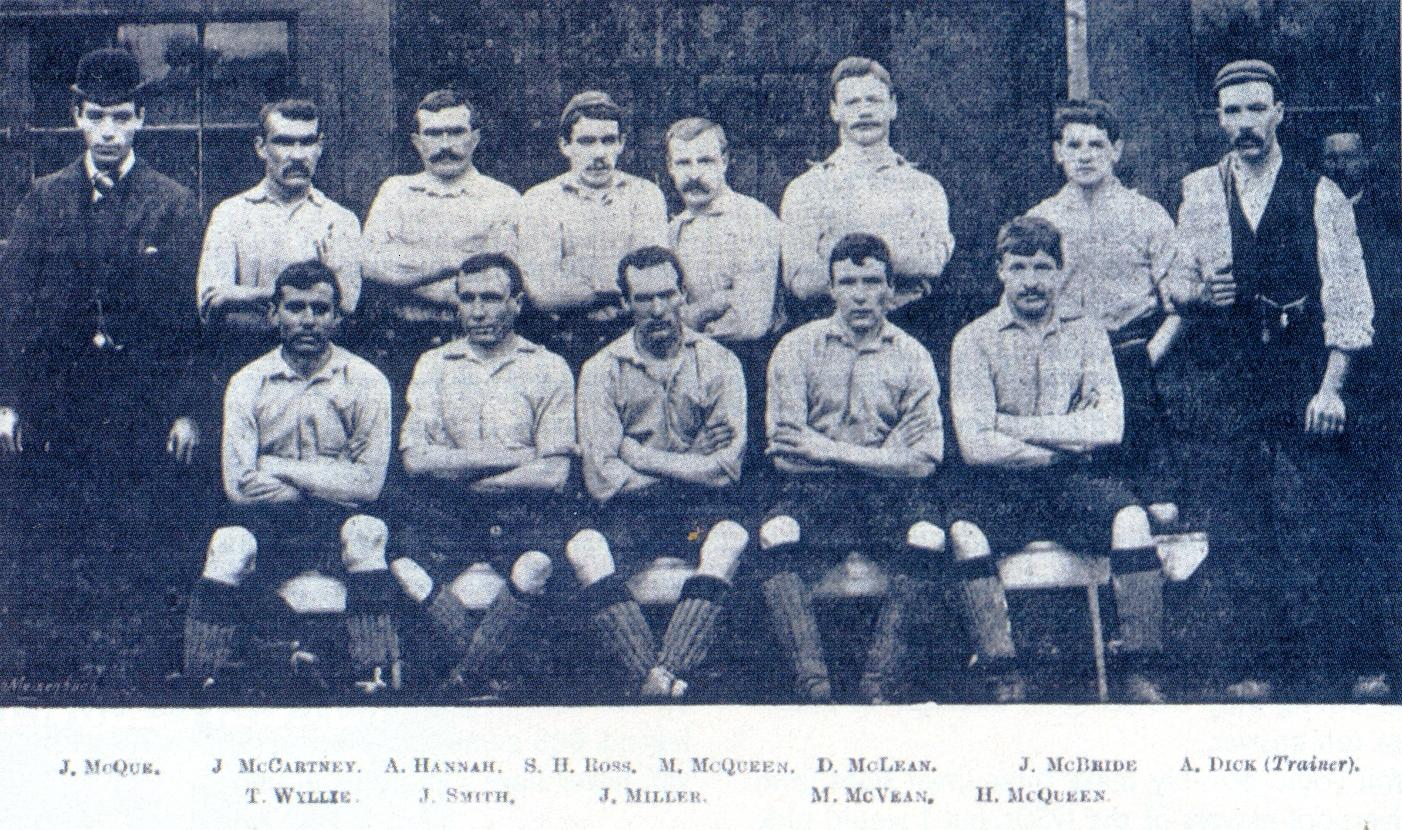
Het eerste Liverpoolelftal

In het jaar 1878 werd de eerste voetbalclub in Liverpool opgericht: Everton FC. Deze club ging haar thuiswedstrijden spelen op Anfield Road. In 1891 werd de grond van dit stadion opgekocht door John Houlding, waarna Everton besloot te verhuizen naar een ander stadion: Goodison Park. Omdat hij nu een stadion had, maar geen team om erin te spelen, besloot Houlding zelf een voetbalclub op te richten. Op 15 maart 1892 werd Liverpool F.C. officieel opgericht. John McKenna werd de eerste voorzitter en hij vertrok onmiddellijk naar Schotland om daar spelers te zoeken. Er tekenden dertien spelers uit Schotland voor Liverpool, waardoor de ploeg de bijnaam Team of the Macs kreeg. De eerste wedstrijd van Liverpool werd gespeeld tegen Rotherham Town en de nieuwe club won haar eerste wedstrijd met 7-1. De eerste goal van Liverpool werd gemaakt door Malcolm McVean. Deze wedstrijd was ook de eerste, waarin een Engelse club speelde met alleen maar buitenlanders op het veld. Liverpool mocht niet beginnen in de Football League en daarom begon de club in de Lancashire League, waar het haar eerste wedstrijd met 8-0 won van Higher Walton. John Smith maakte de eerste officiële goal voor de club. Het eerste seizoen werd ook meteen de eerste Merseyside Derby tegen Everton gespeeld (en met 1-0 gewonnen). Liverpool werd dat jaar kampioen en daarna werd de club toegelaten tot de Football League.
De eerste goal in de op een na hoogste Engelse divisie werd ook gemaakt door McVean, tijdens de 2-0-overwinning op Middlesbrough Ironopolis. Dat seizoen bleef Liverpool ongeslagen en de club promoveerde naar de First Division. Tijdens een vriendschappelijke wedstrijd werd ook Newton Heath met 2-0 verslagen. Deze club zou haar naam later veranderen in Manchester United.
Het eerste seizoen in de First Division begon met een nieuwe manager en een nieuw tenue. De succestrainer Tom Watson, die drie keer kampioen werd met Sunderland, werd aangesteld en de clubkleuren werden veranderd van blauw-wit naar rood-wit.
In 1901 werd Liverpool voor het eerst kampioen van Engeland. Alex Raisbeck was de aanvoerder die de trofee in ontvangst mocht nemen. Vervolgens werd de club in 1906 opnieuw kampioen en in hetzelfde jaar werd het stadion aan de zuidkant uitgebreid. Deze tribune werd door de fanatieke aanhang The Spionkop genoemd, vanwege een oorlog in Zuid-Afrika, waaraan ook Engeland meedeed. Als eerbetoon aan mensen uit Liverpool , die meevochten in deze oorlog werd de tribune genoemd naar een heuvel in Zuid-Afrika, waar een bloedige strijd werd gevochten en waar veel Engelsen sneuvelden.
In 1914 haalde Liverpool voor het eerst de finale van de FA Cup. Deze wedstrijd werd met 0-1 verloren van Burnley FC. Een jaar later was Liverpool betrokken bij een van de eerste schandalen in het voetbal. De club was omgekocht om te verliezen van Manchester United en vier spelers werden geschorst. Deze schorsingen werden vier jaar later opgeheven en weer twee jaar later werd Liverpool weer kampioen. In 1921/22 en 1922/23 werd het landskampioenschap binnengehaald onder leiding van Ephraim Longworth, die op dat moment aanvoerder was.

## George Kay (1936-1951)
Gewonnen prijzen: Landskampioenschap (1947)
In juni 1936 werd George Kay de nieuwe trainer van Liverpool. Hij kwam van Southampton om George Patterson te vervangen. De periode van Kay bij Liverpool begon slecht, met vijf nederlagen en vier gelijke spelen in de eerste twaalf wedstrijden. Langzaam werden de resultaten beter, maar het eerste seizoen onder leiding van Kay eindigde de club 18e. In het seizoen 1937/38 ging het al beter. Ondanks een 6-1 nederlaag op Stamford Bridge tegen Chelsea eindigde Liverpool in de middenmoot. Weer een seizoen later eindigde de club op een 11e positie in de competitie. Berry Nieuwenhuys, Willie Fagan en Phil Taylor maakten alle drie 14 goals en werden gezamenlijk topscorer van de First Division.
Voor het nieuwe seizoen haalde Kay de jonge verdediger Bob Paisley van Bishop Auckland. Hij haalde ook Billy Liddell naar de club, maar al snel moest Liverpool stoppen met voetballen, vanwege de Tweede Wereldoorlog.
Na de oorlog ging Liverpool verder met voetballen. Kay kwam op het idee om een reis door de Verenigde Staten en Canada te maken met de ploeg. Tijdens het trainingskamp speelde Liverpool 10 wedstrijden in minder dan een maand tijd en daarom stond de ploeg met een veel betere conditie aan de start van het nieuwe seizoen.
Het seizoen begon wisselvallig voor Liverpool met vier overwinningen en drie nederlagen, waaronder een 7-4-overwinning op Chelsea, maar ook een 5-0 nederlaag tegen Manchester United. In februari en maart kende de club een betere periode en mede dankzij een reeks van zeven opeenvolgende overwinningen werd de club kampioen. Het was een zeer succesvol seizoen voor Liverpool, want verder werden ook de Lancashire Senior Cup, Lancashire County Combination Championship Cup en de Liverpool Senior Cup gewonnen. In de FA Cup haalde de club de halve finale, waar het verloor van Burnley. Het kampioenschap werd pas behaald in de laatste wedstrijd van het seizoen. Liverpool moest winnen van koploper Wolverhampton Wanderers en ook andere uitslagen moesten in het voordeel van Liverpool zijn. Liverpool deed wat het moest doen en had het geluk dat andere clubs dat ook deden en daarom werd de club voor de vijfde keer kampioen van Engeland.
De rest van Kay's periode bij de club kon Liverpool niet meer in de buurt van een nieuw kampioenschap komen. In de volgende drie jaren eindigde de club steeds onderaan het linkerrijtje. In 1950 werd nog wel voor het eerst in 36 jaar de FA Cup finale bereikt. Deze wedstrijd werd echter op Wembley verloren van Arsenal (2-0). In januari 1951 stopte Kay als trainer van Liverpool na vijftien jaar voor de club te hebben gewerkt. Hij werd vervangen door Don Welsh.

## Don Welsh (1951-1956)
Gewonnen prijzen: geen
Don Welsh had eerder zelf nog voor Liverpool gespeeld. Hij had ook de FA Cup gewonnen met Charlton. Helaas voor Welsh trof hij een selectie aan die oud begon te worden. Hij haalde wel een aantal nieuwe spelers zoals Alan A'Court, maar kon toch niet voorkomen dat de club voor het eerst in vijftig jaar degradeerde uit de hoogste divisie. In 1956 promoveerde de club bijna meteen weer terug, maar toch werd Welsh ontslagen. Hij was de eerste manager van Liverpool die ontslagen werd en werd vervangen door oud-speler Phil Taylor.

## Phil Taylor (1956-1959)
Gewonnen prijzen: geen
De belangrijkste opdracht die Phil Taylor meekreeg was zo snel mogelijk promoveren. De druk om te promoveren was enorm voor Taylor en hij eindigde derde in 1957 en een jaar later vierde. In januari 1959 leed Liverpool een vernederende nederlaag in de FA Cup tegen Worcester City. In november van hetzelfde jaar vertrok Taylor weer bij Liverpool.

## Het Bill Shankly-tijdperk (1959-1974)
Gewonnen prijzen: Landskampioenschap (1964, 1966, 1973), FA Cup (1965, 1974), UEFA Cup (1973)
In december 1959 werd Bill Shankly aangesteld als manager van Liverpool. Binnen een jaar liet hij 24 spelers vertrekken en haalde er anderen voor terug, zoals: Ian St. John, Ron Yeats, Roger Hunt, Ian Callaghan en Gerry Byrne. Tijdens zijn derde seizoen bij de club lukte het Shankly om te promoveren. Sinds dat seizoen (1961/62) is Liverpool nooit meer gedegradeerd en ook nooit meer lager geëindigd dan de achtste plaats in de hoogste divisie.
Twee jaar na de promotie werd Liverpool alweer landskampioen van Engeland. Tijdens dit seizoen werd er ook een nieuw tenue in gebruik genomen, een geheel rood tenue. Een jaar later lukte het niet om de titel te prolongeren, maar de club won wel haar eerste FA Cup. Tijdens haar eerste deelname aan de Europacup haalde Liverpool de halve finale, waar het verloor van Internazionale. De eerste wedstrijd werd met 3-1 gewonnen en dit leek een goede uitgangspositie, maar in Milaan werd met 3-0 verloren, waardoor Inter naar de finale ging.
Weer een jaar later ging het beter. Het kampioenschap werd wederom binnengehaald en de finale van de Europacup II werd bereikt. Deze wedstrijd werd wel met 2-1 verloren van Borussia Dortmund, maar de ploeg begon wel steeds beter te draaien. Shankly wist ook al wie zijn ploeg nog beter konden maken. Hij haalde Emlyn Hughes, Ray Clemence en Kevin Keegan erbij. Deze spelers kwamen allemaal van clubs uit lagere divisies.
In 1973 werd Liverpool weer kampioen en won de club ook haar eerste Europese beker. De UEFA Cup werd gewonnen, na een finale tegen Borussia Mönchengladbach. Nadat Liverpool de eerste wedstrijd met 3-0 had gewonnen, kwamen de Duitsers terug in de replay. Ze wonnen de wedstrijd met 2-0 en kwamen dus één doelpunt te kort.
In 1974 werd opnieuw de FA Cup gewonnen nadat Liverpool in de finale met 3-0 te sterk was voor Newcastle United. Niet lang na deze wedstrijd schokte Shankly de voetbalwereld door aan te kondigen dat hij zou stoppen. Veel spelers en fans probeerden hem over te halen, maar Shankly luisterde niet. Hij stopte ermee en werd supporter van de club op The Kop. Zijn taken als manager werden overgenomen door Bob Paisley.

## Het Bob Paisley-tijdperk (1974-1983)
Gewonnen prijzen: Landskampioenschap (1976, 1977, 1979, 1980, 1981, 1982, 1983), UEFA Cup (1976), Europa Cup I (1977, 1978, 1981), League Cup (1981, 1982, 1983)
Bob Paisley, de assistent trainer, nam de taken van Shankly over. Paisley bleef negen jaar bij Liverpool, waarin hij een van de meest succesvolle managers van Engeland werd. Zijn eerste seizoen was moeizaam en er werd geen prijs gewonnen. Daarna werd Liverpool twee keer op rij landskampioen en won de club haar eerste Europacup I. De finale werd wederom gewonnen van Borussia Mönchengladbach. Een jaar later werd de titel in de Europacup verlengd dankzij een 1-0-overwinning op Club Brugge.
Het seizoen 1978/79 was wederom een succesjaar. De landstitel werd wederom gewonnen met een recordaantal punten en het minste aantal tegengoals ooit. Een jaar later werd de titel nogmaals geprolongeerd en in 1981 won Paisley zijn derde en laatste Europacup I, door met 1-0 van Real Madrid te winnen. Hetzelfde seizoen stond Liverpool even op de elfde plaats in de competitie. Na een lange ongeslagen reeks werd alsnog de titel gewonnen en de club won dat seizoen ook de League Cup. Weer een jaar later werd wederom de landstitel en de League Cup binnengesleept. In de competitie werd maar acht keer verloren, waarvan vijf keer nadat de titel al zeker was.
Paisley was inmiddels 65 jaar en kondigde aan te stoppen als manager. In negen jaar had hij 21 prijzen gewonnen, waaronder drie keer de Europacup I, een UEFA Cup, zes landstitels en drie League Cups op rij. De grote vraag was wie hem moest gaan opvolgen. Uiteindelijk viel de keuze op Joe Fagan.

## Joe Fagan (1983-1985)
Gewonnen prijzen: League Cup (1984), Landskampioenschap (1984), Europacup I (1984)
De 63-jarige manager Joe Fagan nam de leiding over Liverpool over en tijdens zijn eerste seizoen maakte hij van Liverpool de eerste Engelse club die in één seizoen drie grote prijzen won (landstitel, League Cup en de Europacup). Tijdens dit seizoen behaalde Liverpool een aantal mooie records, zoals drie keer op rij de titel, vier keer op rij de League Cup en voor de vierde keer in acht jaar de Europacup I. Een belangrijke speler tijdens dat seizoen was Ian Rush, die was overgekomen van Chester.
Tijdens het tweede seizoen onder leiding van Fagan ging het minder, de titel werd verloren aan rivaal Everton en in de Europacup werd de finale verloren van Juventus, tijdens het heizeldrama. Door dit drama werden alle Engelse clubs tot 1990 uitgesloten van Europees voetbal. Na het heizeldrama besloot Fagan met pensioen te gaan.

## Kenny Dalglish (1985-1991)
Gewonnen prijzen: Landskampioenschap (1986, 1988, 1990), FA Cup (1986, 1989)
Spits Kenny Dalglish, die ook nog speler was van de club, nam de leiding over als speler-manager. Deze nieuwe uitdaging van Dalglish begon goed, want tijdens zijn eerste seizoen als trainer werd de club kampioen van Engeland en won het de FA Cup.
Het seizoen 1986/87 was een jaar zonder prijzen voor Liverpool, de club eindigde achter Everton als tweede en verloor de League Cup finale van Arsenal. Vervolgens werd sterspeler Ian Rush verkocht aan Juventus en veel mensen zagen het somber in voor het volgende seizoen. Een jaar later was de kritiek verdwenen, want Liverpool werd weer landskampioen en John Aldridge, de opvolger van Rush, werd clubtopscorer. Bovendien werd John Barnes verkozen tot Engels speler van het jaar. Later dat seizoen werd wel de bekerfinale verrassend verloren van Wimbledon.
Tijdens het seizoen 1988/89 keerde Ian Rush terug in Liverpool. Hij had een teleurstellende periode gehad bij Juventus en kwam terug bij zijn oude club. Wederom kwam de club dicht bij de dubbel, de beker werd gewonnen, maar dit keer werd de landstitel net niet behaald. Tijdens de laatste wedstrijd van het seizoen kreeg de club in de blessuretijd de 0-2 tegen van Arsenal. Daardoor ging de titel naar Londen met één doelpunt verschil. Het seizoen 1988/89 werd overschaduwd door het Hillsborough drama, een paar jaar na het heizeldrama. Tijdens de halve finale wedstrijd om de FA Cup tegen Nottingham Forest waren er te veel supporters in het stadion, waardoor er een aantal platgedrukt werd tegen de hekken. In totaal vielen er die dag 94 doden, waarna er later nog twee volgden.
Nog altijd mocht Liverpool niet in Europa spelen, vanwege het heizeldrama. In het seizoen 1989/90 werd de titel wederom gewonnen en een jaar later mochten alle Engelse clubs wel weer Europees voetbal spelen. Liverpool had echter de meeste schuld aan het heizeldrama en werd nog een jaar extra uitgesloten.
Op 22 februari 1991 kondigde trainer Kenny Dalglish opeens zijn vertrek aan. Hij zei dat hij niet meer met de druk om kon gaan en vertrok bij de club.

## Graeme Souness (1991-1994)
Gewonnen prijzen: FA Cup (1992)
Een paar weken later nam Graeme Souness de positie van hoofdtrainer over van interim-trainer Ronnie Moran. Liverpool was intussen ver achter komen te staan op koploper Arsenal en de club eindigde als tweede. Tijdens zijn eerste seizoen bij de club won Souness wel de FA Cup, waardoor Liverpool mocht meedoen aan de Europa Cup voor bekerwinnaars. Er vertrokken belangrijke spelers, zoals Ray Houghton en Steve Staunton. Er kwamen spelers voor terug, maar deze voldeden niet en de meesten waren al snel weer weg bij Liverpool. Andere aankopen, zoals Michael Thomas en Mark Wright, raakten al snel geblesseerd. De vreemdste transfer was waarschijnlijk die van Dean Saunders, die voor 2,9 miljoen pond overkwam van Derby County. Saunders speelde een goed seizoen naast Ian Rush en werd vervolgens met verlies doorverkocht voor 2,5 miljoen.
Souness had meer geluk met een aantal doorgestroomde jeugdspelers. Robbie Fowler, Dominic Matteo en Steve McManaman deden het goed in het eerste elftal en Jamie Redknapp en Don Hutchison, die nog werden aangetrokken door Dalglish, braken ook definitief door onder de leiding van Souness. Ian Rush maakte nog steeds een hoop goals, ook al was hij de dertig intussen gepasseerd en doelman Bruce Grobbelaar werd vervangen door David James.
Na de oprichting van de Premier League eindigde Liverpool in het eerste seizoen als zesde. Het hele seizoen streed de club geen moment mee om de titel en in maart stonden ze zelfs even op de vijftiende plaats. Na dat seizoen kwamen er twee spelers bij, Nigel Clough en Neil Ruddock. Dit duo paste goed in het team en het volgende seizoen begon Liverpool in vorm te komen. De eerste drie wedstrijden werden makkelijk gewonnen en Clough scoorde vier keer. Vervolgens ging het weer minder en na een nederlaag tegen de Spurs, een overwinning tegen Leeds United en nog twee nederlagen, stond de Merseyside Derby op het programma. Tijdens deze wedstrijd kregen McManaman en Grobbelaar ruzie. Er kwam verdeeldheid in de ploeg en de titel leek verder weg dan ooit. Vervolgens mocht talent Robbie Fowler zijn debuut maken en hij scoorde meteen. Vervolgens scoorde hij voor de Coca Cola Cup tegen Fulham vijf keer tijdens een 5-0-overwinning. In de volgende ronde werd Liverpool uitgeschakeld door Wimbledon en in de FA Cup verloor de club van Bristol City. Op 28 januari 1994 diende Souness zijn ontslag in en hij werd opgevolgd door Roy Evans.

## Roy Evans (1994-1998)
Gewonnen prijzen: League Cup 1995
Roy Evans maakte zijn debuut als coach van de club tijdens een wedstrijd tegen Norwich City. Zijn team eindigde dat seizoen als achtste in de competitie en spits Robbie Fowler maakte 29 goals en werd verkozen tot Young Player of the Year.
Voor het volgende seizoen haalde Evans één nieuwe speler, doelman Michael Stensgaard kwam voor 300.000 pond over van Hvidovre IF. Evans was vastbesloten om zijn team in conditie te krijgen en vertelde een aantal van zijn spelers dat ze anders op zoek konden naar een andere club. Tijdens de eerste wedstrijd van het nieuwe seizoen leek zijn aanpak te werken, want Crystal Palace werd met 6-0 verslagen. Vervolgens kocht de club toch nog twee nieuwe spelers: Phil Babb van Coventry City voor 3,75 miljoen pond en John Scales (Wimbledon) voor 3,5 miljoen. Dat seizoen eindigde Liverpool als vierde in de competitie en won de club ook de League Cup.
Voor het seizoen 1995/96 werd er een nieuwe spits gekocht: Stan Collymore. Hij ging samen met Fowler voorin spelen en veteraan Ian Rush werd gedegradeerd naar de reservebank. Liverpool deed dat seizoen eindelijk weer eens redelijk mee om de landstitel, maar eindigde uiteindelijk als derde en verloor de finale van de FA Cup van Manchester United.
In het seizoen 1996/97 stond Liverpool een tijd bovenaan in de Premier League, maar de club eindigde als vierde. Ook in de Europacup voor Bekerwinnaars kwam de club ver, maar hier werd in de halve finale verloren van Paris Saint-Germain. Het volgende seizoen eindigde Liverpool weer derde, maar het hoogtepunt van het seizoen was de doorbraak van talent Michael Owen.

## Gérard Houllier (1998-2004)
Gewonnen prijzen: League Cup (2001, 2003), FA Cup (2001), UEFA Cup (2001), Charity Shield (2001), UEFA Super Cup (2001)
Voor het seizoen 1998/99 werd Gérard Houllier aangenomen om de ploeg te leiden samen met Roy Evans. Evans zag deze samenwerking echter niet zitten en nam ontslag. Vervolgens eindigde Liverpool dat seizoen als zevende in de competitie. Seizoen 2000/01 was eindelijk weer eens een echt goed seizoen voor Liverpool met een derde plaats in de competitie, winst van de FA Cup, de League Cup en de UEFA Cup. Later dat jaar werden ook de Charity Shield en de Europese Supercup gewonnen.
Het seizoen 2001/02 eindigde Liverpool als tweede, de beste klassering sinds 1991. Houllier had dat seizoen last van zijn hart, waardoor hij de club drie maanden lang niet kon leiden. Vervolgens won de trainer nog een League Cup en plaatste hij de club voor de Champions League. Toch werd hij ontslagen, omdat de fans vonden dat zijn tactiek te verdedigend was en dat de club op die manier nooit de strijd met Arsenal en Manchester United kon aangaan.

## Rafael Benítez (2004-2010)
Gewonnen prijzen: Champions League (2005), UEFA Super Cup (2005), FA Cup (2006), Community Shield (2006)
De Spanjaard Rafael Benítez nam de positie van Houllier over in 2004. Hij had het seizoen ervoor Valencia naar de landstitel en UEFA Cup winst geleid en was volgens het bestuur de juiste man om Liverpool terug naar de top te brengen. Tijdens zijn eerste seizoen in Liverpool eindigde Benítez als vijfde met de club, maar won hij wel verrassend de Champions League. In de finale stond Liverpool met 3-0 achter bij rust tegen AC Milan, maar in de tweede helft werd het 3-3 en uiteindelijk moesten er strafschoppen genomen worden. Doelman Jerzy Dudek werd de grote held door drie strafschoppen te stoppen.
Het volgende seizoen had Liverpool zich niet geplaatst voor de Champions League, maar omdat de club de regerend kampioen van dit toernooi was werd men toegevoegd aan de eerste voorronde. Deze voorrondes kwam Liverpool door, maar de titel werd niet verdedigd. De club werd in de tweede ronde uitgeschakeld door Benfica. Dat jaar won de club wel de Europese Supercup, de strijd om de Wereldbeker voor club werd verloren van São Paulo. Ook de FA Cup werd gewonnen door in de finale West Ham United te verslaan na strafschoppen. Ook dit keer was de doelman (deze keer José Manuel Reina) de grote held door drie van de vier strafschoppen te stoppen. Deze finale werd later de "Gerrard Final" genoemd, vanwege het indrukwekkende spel van aanvoerder Steven Gerrard. Ondanks een puntenaantal van 82, het hoogste aantal punten van de club sinds 1988, eindigde Liverpool dat seizoen weer als derde in de competitie.
Seizoen 2006/07 begon met een 2-1-overwinning tegen Chelsea, waardoor Liverpool de Community Shield won. In de FA Cup en League Cup werd de club twee keer uitgeschakeld door Arsenal, maar in de Champions League werd wel de finale bereikt. In deze finale was wederom AC Milan de tegenstander en deze keer wist Liverpool niet te winnen. Filippo Inzaghi scoorde twee keer en Dirk Kuijt kon vlak voor tijd nog iets terugdoen, maar de finale werd met 2-1 verloren. Tijdens dit seizoen werd de club overgenomen door investeringsgroep DIC voor 470 miljoen pond. George Gillet en Tom Hicks namen de leiding van de club over.
Het seizoen 2007/08 was een minder goed seizoen voor Liverpool. Er werd geen enkele finale bereikt en in de Premier League eindigde de club als vierde. Seizoen 2008/09 was dan weer wel een erg goed seizoen, omdat er eindelijk weer eens tweede geëindigd werd in de competitie. In de Champions League strandde de club in de kwartfinale, waar met 7-5 over twee wedstrijden verloren werd van Chelsea.
Tijdens het seizoen 2009/10 eindigde Liverpool slechts als zevende in de Premier League, de slechtste eindpositie sinds 1999. Dankzij geluk plaatste Liverpool zich toch voor de Europa League, omdat League Cup winnaar Manchester United en FA Cup winnaar Chelsea beiden al Europees voetbal speelden en Portsmouth Europa niet in mocht vanwege financiële problemen. Na dit seizoen kwam de positie van Benítez onder druk te staan en onder andere Kenny Dalglish werd genoemd als mogelijke opvolger. Uiteindelijk vertrok Benítez naar Internazionale en werd Fulham manager Roy Hodgson aangesteld als zijn opvolger.

## Roy Hodgson (2010-2011)
Op 1 juli 2010 werd Roy Hodgson gepresenteerd als nieuwe manager van Liverpool. Liverpool trok de slechte lijn van het jaar ervoor door. Ondanks aankopen zoals Joe Cole, Christian Poulsen en Paul Konchesky stond de club rond oktober op een gedeelde laatste plaats. Begin oktober 2010 werd de club overgenomen door een nieuwe eigenaar. Tom Hicks en George Gillet verkochten de club aan het Amerikaanse bedrijf New England Sports Ventures, ook wel Fenway Sports Group genoemd.

## Kenny Dalglish (2011-2012)
Kenny Dalglish volgde de op 8 januari 2011 ontslagen Roy Hodgson op. Hodgson werd ontslagen, omdat de resultaten van de club tegen bleven vallen. Kenny Dalglish kreeg de beschikking over een flink transferbudget en kocht Luis Suárez (€26,5 miljoen) en Andy Carroll (€40 miljoen). De resultaten stegen erg en Liverpool stond op 20 maart 2011 op de zesde plaats. Kenny Dalglish speelde zelf ook al voor Liverpool tussen 1977 en 1991. Hij werd in 1985 benoemd tot speler-trainer, nadat het Heizeldrama zich had voltrokken.
Op 16 mei 2012 werd bekendgemaakt dat, wegens tegenvallende resultaten, Dalglish ontslagen werd en dat er gezocht zou worden naar een nieuwe coach.